# Kuzicus excavatus
Kuzicus excavatus är en insektsart som beskrevs av Sigfrid Ingrisch och Shishodia 2000. Kuzicus excavatus ingår i släktet Kuzicus och familjen vårtbitare. Inga underarter finns listade i Catalogue of Life.